# Asiacardiochiles minutus
Asiacardiochiles minutus är en stekelart som beskrevs av Telenga 1955. Asiacardiochiles minutus ingår i släktet Asiacardiochiles och familjen bracksteklar. Inga underarter finns listade.